# Arnold Peter Møller
Arnold Peter Møller (2 octobre 1876 à Dragør - 12 juin 1965) est un armateur et homme d'affaires danois. Il est le fondateur du groupe A.P. Moller-Maersk en 1904, devenu depuis la première compagnie maritime mondiale.
Il est le père de Mærsk Mc-Kinney Møller (1913-2012).